# ANAスカイビルサービス
ANAスカイビルサービス株式会社は、東京都大田区に本社を置くANAグループのビルメンテナンス会社。

## 沿革
- 1979年（昭和54年） - 誠和サービス株式会社として設立。
- 2003年（平成15年） - 成田国際空港ANA国内線の受託手荷物検査業務開始。
- 2004年（平成16年）4月 - ANAグループ内のビルメンテナンス会社「誠和サービス」「国際ビルサービス」「関西誠和サービス」の3社が合併、「スカイビルサービス株式会社」となる。
- 2005年（平成17年）4月 - 成田国際空港ANA国際線、スターアライアンス系外航の受託手荷物検査業務開始。
- 2006年（平成18年）
  - 3月 - 新設された神戸空港において旅客航空保安検査業務開始。
  - 6月 - 成田国際空港第1ターミナル南ウイングのインライン手荷物検査システムの保守管理業務及び航空保安検査業務開始。
- 2009年（平成21年）4月 - 神戸空港の旅客航空保安検査業務から撤退。
- 2014年（平成26年）7月 - ANAスカイビルサービス株式会社に商号変更。
- 2015年（平成27年）12月 ‐ 本社をユーティリティセンタービルに移転